# Walther Rathenau
Pour les articles homonymes, voir Rathenau.
Walther Rathenau est un industriel, écrivain et homme politique allemand, né le 29 septembre 1867 à Berlin où il est mort assassiné le 24 juin 1922.
Issu d'une famille juive, il se veut l'exemple d'une assimilation culturelle et nationale réussie, affirmant que « seul du sang allemand coule en moi ». Il est cependant la cible privilégiée des discours antisémites et est assassiné par l'organisation Consul.

## Éléments biographiques

### Origines et études
Personnalité importante de l’histoire allemande du début du XXe siècle, Walter Rathenau est le fils d’Emil Rathenau, fondateur d'AEG et magnat de l'électricité, et de Mathilde Nachmann. Il est aussi le cousin des féministes Josephine Levy-Rathenau (de) et Jenny Apolant. Walter Rathenau fait ses études à la faculté des sciences de Berlin et de Strasbourg ainsi qu'à l'université technique de Munich. À 26 ans, il est nommé à la tête d’une société d'aluminium. En 1899, son père lui offre un poste important au sein de sa société d’électricité, dont il prendra la tête en 1914.

### Carrière politique
Malgré son orientation politique libérale, il s'engage en politique et soutient les opérations d'agression pendant la Première Guerre mondiale. Il dirige notamment le département des matières premières. Walther Rathenau est étroitement associé à la fondation du cercle politique de la Société Allemande de 1914. Il lance un appel à la « guerre totale » au printemps 1918 et, après l'armistice du 11 novembre, choisit de soutenir les institutions de Weimar. Devenu ministre de la Reconstruction en 1921 et ministre des Affaires étrangères en 1922, sous la république de Weimar, Walter Rathenau négocie avec les représentants soviétiques Christian Rakovsky et Adolf Joffe le traité de Rapallo, qui efface la dette de guerre et qui permet à la république de Weimar de contourner les stipulations des traités de paix (entraînement de troupes allemandes sur le territoire soviétique).
Stefan Zweig écrit de lui :

« Ses paroles coulaient comme s'il avait lu un texte écrit sur une feuille invisible et il donnait cependant à chacune de ses phrases une forme si accomplie et si claire que sa conversation, sténographiée, aurait constitué un exposé parfaitement propre à être imprimé tel quel. […] Il y avait dans sa pensée je ne sais quoi de transparent comme le verre et par là même d'insubstantiel. J'ai rarement éprouvé plus fortement que chez lui la tragédie de l'homme juif qui, avec toutes les apparences de la supériorité, est plein de trouble et d'incertitude. […] Toute son existence n'était qu'un seul conflit de contradictions toujours nouvelles. Il avait hérité de son père toute la puissance imaginable, et cependant il ne voulait pas être son héritier, il était commerçant et voulait se sentir artiste, il possédait des millions et jouait avec des idées socialistes, il était très juif d'esprit et lorgnait du côté du Christ. »

### Assassinat

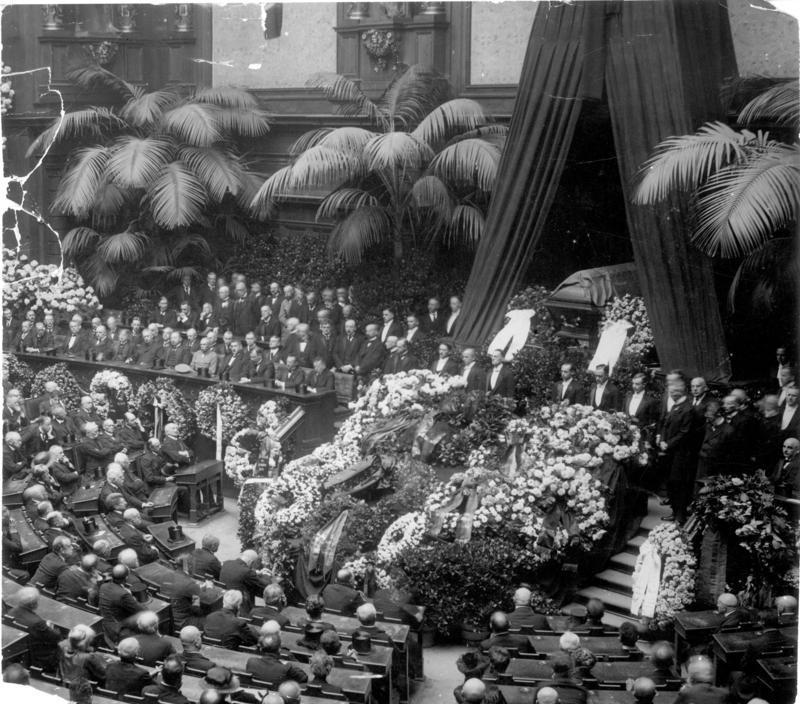
Hommage du Reichstag au ministre Rathenau assassiné (24 juin 1922).

En dépit de ses succès, il devient impopulaire en tant que juif, partisan de la république de Weimar et signataire d'un traité avec un État communiste. Il est alors choisi pour cible par l'extrême gauche mais aussi par les groupes nationalistes d'extrême droite. Selon Hellmut von Gerlach, un journaliste pacifiste ami de Walther Rathenau, ce dernier est honni parce qu'« il est juif et […] il est la réfutation vivante de la théorie antisémite qui veut que le judaïsme soit nocif pour l'Allemagne ». L'assassinat de Rathenau « doit inciter la gauche à frapper », et pour le procureur du Reich, une fois « le soulèvement de la classe ouvrière écrasé, [permettre] la mise en place d'un gouvernement d'extrême droite ». L'organisation Consul, groupe terroriste dans lequel évolue Ernst von Salomon, décide de l'assassiner pour provoquer la chute du gouvernement. Ernst von Salomon conteste le fait que l’antisémitisme ait joué le moindre rôle dans cet assassinat. Les membres de l’organisation passent à l'action le 24 juin 1922 : un cabriolet, conduit par Ernst Werner Techow, avec deux passagers à bord vêtus de manteaux en cuir et de capuches (Erwin Kern et Hermann Fischer, tous deux anciens officiers de marine) s'approche de la voiture du ministre. Rathenau est abattu de plusieurs coups de pistolet automatique. Les assassins prennent alors la fuite en lançant une grenade. Une vaste opération de police est déclenchée et la plupart des groupes nationalistes sont décapités.
Un million de personnes assistent à ses funérailles. Un journal berlinois note : « Le directeur d'une des plus grandes entreprises du monde avait été tué et des ouvriers communistes venaient pleurer sur sa tombe et maudire ses meurtriers ». 
Le 17 juillet 1933, l'organisation paramilitaire Stahlhelm et le chef de la brigade Ehrhardt, en collaboration avec des SA et SS, font un geste hautement symbolique en honorant publiquement les assassins de Rathenau au château de Saaleck.

## Publications
Partisan de la social-démocratie, Walter Rathenau a publié de nombreux ouvrages :
- Reflexionen, 1908
- Zur Kritik der Zeit, 1912
- Zur Mechanik des Geistes, 1913
- Vom Aktienwesen. Eine geschäftliche Betrachtung, Berlin 1917
- Von kommenden Dingen, 1917
- An Deutschlands Jugend, 1918 (überarbeitete Ausgabe: Maximilian Hörberg (Hrsg.), München 2009  (ISBN 978-3-00-023407-1)).
- Die neue Gesellschaft, 1919
- Der neue Staat, 1919
- Der Kaiser, 1919
- Kritik der dreifachen Revolution, 1919
- Was wird werden? 1920 (Digitalisat)
- Gesammelte Reden, 1924 (Digitalisat)
- Briefe, 2 Bände, 1926
- Neue Briefe, 1927
- Briefe an eine Liebende, Dresden, Reißner, 1931.
- Politische Briefe, 1929 (Digitalisat)

Autres écrits :
- Gesammelte Schriften in 6 Bänden
- Gesamtausgabe seiner Werke ab 1977, hrsg. durch D. Hellige und E. Schulin
- Schriften und Reden, Auswahl und Nachwort von Hans Werner Richter, S. Fischer Verlag, 1964, Frankfurt Main,  (ISBN 3-10-062904-3) (Politische Schriften, Reden, Philosophie, Aphorismen, Talmudische Geschichten)

### Sources primaires
- (en) Harry Kessler, Berlin in Lights : The Diaries of Count Harry Kessler (1918–1937), New York, Grove Press, 1999.
- (en) Hartmut P. von Strandmann (éd.), Hilary von Strandmann (traduction), Walter Rathenau : Industrialist, Banker, Intellectual, and Politician ; Notes and Diaries 1907-1922, Clarendon Press, 528 p., 1985,  (ISBN 978-0-19-822506-5).